# دست‌لرزه
دست‌لرزه یا آستریکسیس (به انگلیسی: Asterixis) به لرزش دست هنگامی که فرد مچ خود را کشیده و روبه بالا نگاه داشته باشد گفته می‌شود. دست‌لرزه بیشتر به صورت «بال‌بال زدن» است.
معمولاً وقفه آریتمیک و مختصری در انقباض عضلات ارادی باعث لرزش مختصری با فرکانس ۳ تا ۵ هرتز است. این لرزش دو طرفه و متقارن است ولی می‌تواند در پاره‌ای موارد نامتقارن باشد.
دست‌لرزه می‌تواند نشانه‌ای از انسفالوپاتی کبدی و صدمه سلول‌های مغز ناشی از ناتوانایی کبد در سوخت و ساز و تبدیل آمونیاک به اوره باشد.